# Geleji Sándor
Geleji Sándor (Nagykikinda, 1898. május 17. – Budapest, 1967. november 3.) kétszeres Kossuth-díjas kohómérnök, egyetemi tanár, az MTA tagja, a képlékeny alakítás elméletének nemzetközi szinten is kiemelkedő művelője.

## Életpályája
Technikai jellegű tehetsége már gyermekkorában kiderült, egy ifjúkori találmánya kapcsán levelet váltott Edisonnal. Felsőfokú tanulmányait a soproni Bányamérnöki és Erdőmérnöki Főiskolán végezte, ahol kitűnő minősítésű vaskohómérnöki oklevelét 1926-ban szerezte meg. A Magyar Rézhengerművekben kapott állást, majd 1935-től a csepeli Weiss Manfréd Acél- és Fémművekben dolgozott, 1939-től főmérnökként. Emellett már 1940-től tartott magántanári előadásokat a soproni Főiskolán, ahová 1946-tól tanszékvezetőnek nevezték ki. 1949-ben, amikor megalapították a Nehézipari Műszaki Egyetemet bánya-, gépész- és kohómérnöki karral, Geleji leköszönt a csepeli fémműben betöltött igazgatói állásáról azért, hogy teljes erejével az oktatásnak és a kutatásnak szentelhesse magát. A soproni Kohógéptani Tanszék 1952-ben költözött Miskolcra, aminek a neve 1954-ben Kohógéptani és Képlékenyalakítástani Tanszékre módosult – ezzel is jelezve a kiszélesedett szakmai tevékenységet. Még Sopronban kezdeményezte a fémalakító kohásztechnológus szak létesítését, ami aztán Miskolcon valósult meg. Az új tanterveket, a szak programját ő maga dolgozta ki. Teljesen új, korszerű tananyagot alakított ki, amelyhez csatlakozóan tankönyvek, szakkönyvek és egyetemi jegyzetek sora készült el. Vezetésével tanszékén az oktatás mellett széles körű tudományos kutatómunka bontakozott ki.
Tudományos munkássága rendkívül szerteágazó volt, felölelte a fémek képlékeny alakításának egész területét. Pályakezdésekor elsősorban a hengerlés erő- és teljesítményszükségletének problémái foglalkoztatták, de érdeklődési köre már korán a képlékeny alakítás egyéb szakterületei irányában is szélesedett. Először a rúd-, drót- és csőhúzással, majd a varratnélküli csőgyártás kérdéseivel folytatta kutatásait. Foglalkozott a szabadalakító és a süllyesztékes kovácsolás elméleti alapjaival, valamint a kalapácsok, a hidraulikus és a mechanikus kovácssajtók üzemtani kérdéseivel. A képlékeny alakítás módszereivel foglalkozó tanulmányainak kidolgozása közben felismerte a közös jelenségeket, és egyre inkább kialakult benne egy, a közös vonásokat magába foglaló, egységes kép. Ennek nyomán keletkezett az 1966-ban megjelent, A fémek képlékeny alakításának elmélete című könyve. Minden könyve nagy szakmai figyelmet kapott, sokat külföldön is kiadtak (még Japánban is). Összesen 125 szakcikket írt, amik hazai és neves külföldi szakfolyóiratokban jelentek meg.
Nemzetközileg is elismert tudományos tevékenysége elismeréseként a Magyar Tudományos Akadémia 1950-ben levelező, majd 1954-ben rendes tagjává választotta. Oktatás- és tudományszervező munkáját az állam is elismerte: 1951-ben és 1955-ben Kossuth-díjat kapott. Külföldön is ismerték és elismerték munkásságát: a németországi Bergakademie Freiberg díszdoktora, a Lengyel Tudományos Akadémia tiszteletbeli tagja volt.

## Fontosabb könyvei
- Kohógéptan. Egyetemi tankönyv. Budapest, 1950
- Die Berechnung der Kräfte und des Kraftbedarfs bei der Formgebung im bildsamen Zustande der Metalle. Budapest, 1952
- Walzwerks- und Schmiedemaschinen. Berlin, 1954
- Die Berechnung der Kräfte und des Arbeitsbedarfs bei der Formgebung im bildsamen Zustande der Metalle. Budapest, 1955
- Vypocteni sil a spotreby energie pri tváreni kovu. Nakl. Techn. Lit., Prága, 1955
- Raszcsot uszilij i energii pri plasztyicseszkoj deformacii metallov. Moszkva, 1958
- Bildsame Formung der Metalle in Rechnung und Versuch. Berlin, 1961
- Fémek képlékeny alakításának számítása és kísérletei. Tokió, 1965 ((japánul))
- A fémek képlékeny alakításának elmélete. Budapest, 1967
- Forge Equipment, Rolling Mills and Accessories. Budapest, 1967
- Bildsame Formgebung der Metalle - Versuch, Theorie und Anwendung. Berlin, 1968

## Fontosabb elismerései
- Köztársasági Érdemérem arany fokozata (1948)
- Országos Magyar Bányászati és Kohászati Egyesület Wahlner Aladár-emlékérem (1950)
- Kossuth-díj, I. fokozat (1951)
- Magyar Népköztársasági Érdemrend III. fokozata (1952)
- Kossuth-díj, II. fokozat (1955)
- Az oktatásügy kiváló dolgozója (1956)
- Munka Vörös Zászló Érdemrend (1958)
- A Bergakademie Freiberg díszdoktora (Honoris causa) (1965)
- A Lengyel Tudományos Akadémia tiszteletbeli tagja (1966)